# Крюков, Анатолий Георгиевич
Анатолий Георгиевич Крюков — советский хозяйственный, государственный и политический деятель.

## Биография
Родился в 1917 году. Член КПСС.
С 1937 года — на хозяйственной, общественной и политической работе. В 1937—1977 гг. — мастер на заводе им. Володарского, в РККА, участник Великой Отечественной войны, на советской и партийной работе в Ульяновской области, директор Ульяновского завода тяжёлых и уникальных станков, председатель исполкома Ульяновского городского Совета депутатов трудящихся, заместитель председателя Ульяновского облисполкома.
Избирался депутатом Верховного Совета РСФСР 7-го созыва.
Умер в Ульяновске в 1984 году. Похоронен на Северном кладбище Ульяновска.
Почётный гражданин Ульяновской области (1998).